# Гардно
Гардно (пољ. Gardno, немачки - Garder See) је приобално језеро у војводству Поморје на Словињском приобаљу. Површина језера је 24,7 km, максимална дубина до 2,6 m. Језеро је дугачко 6,8 km а широко 4,7 km. Језеро Гардно је осмо језеро по величини у Пољској. Кроз језеро Гардно пролази река Лупава. Оно се налази у Словињском националном парку.
Језеро Гардно је у прошлости било залив Балтичког мора, али је сада потпуно одвојено од њега.
На језеру је развијено једрење и веслање. Такође на језеру се скупљају пецароши због богатства рибљим фондом. У околини се налазе хотели.
Гардно је повезано каналом са Лебским језером.